# Corte suprema degli Stati Uniti d'America
La Corte suprema degli Stati Uniti d'America (abbreviato SCOTUS, lett. "Supreme Court of the United States") è la più alta corte della magistratura federale degli Stati Uniti d'America. In quanto corte suprema, ha ampia giurisdizione di appello di ultima istanza su tutti i casi di tribunali federali e tribunali degli Stati federati che incrociano il diritto federale e possiede giurisdizione originale su una ristretta gamma di casi, in particolare «tutti i casi che riguardano ambasciatori, altri ministri e consoli pubblici e quelli in cui uno Stato è parte». In quanto corte costituzionale, la Corte detiene il potere di controllo di legittimità costituzionale (judicial review, lett. "revisione giudiziaria"), la facoltà di invalidare una legge ordinaria per violazione di una disposizione della Costituzione degli Stati Uniti d'America. È anche in grado di annullare gli ordini esecutivi presidenziali in caso di violazione della Costituzione o della legge ordinaria federale. Tuttavia, può agire solo nell'ambito specifico della sua competenza. La Corte può decidere su casi aventi connotazioni politiche, ma ha stabilito di non avere il potere di decidere su questioni meramente politiche.
Istituita dall'Articolo III della Costituzione degli Stati Uniti, la composizione e le procedure della Corte suprema furono inizialmente stabilite dal 1º Congresso degli Stati Uniti d'America nel 1789. Come successivamente stabilito nel 1869, la Corte è composta dal Presidente della Corte suprema e otto Giudici associati. Ogni Giudice ha un mandato a vita, il che significa che rimane nella Corte fino a quando non muore, si dimette o viene rimosso dall'incarico. Quando un posto è vacante, il Presidente degli Stati Uniti, con il consenso del Senato, nomina un nuovo Giudice. Ogni Giudice dispone di un solo voto per decidere i casi discussi dalla Corte. Quando è nella maggioranza, il Presidente della Corte decide chi scrive il parere della Corte; in caso contrario, il Giudice più anziano nella maggioranza assegna il compito di redigere il parere.
La Corte si riunisce nel Palazzo della Corte suprema degli Stati Uniti d'America a Washington. Ha il proprio corpo di forze dell'ordine, la "Polizia della Corte suprema".

## Nomina dei Giudici, mandato e dimensione della Corte

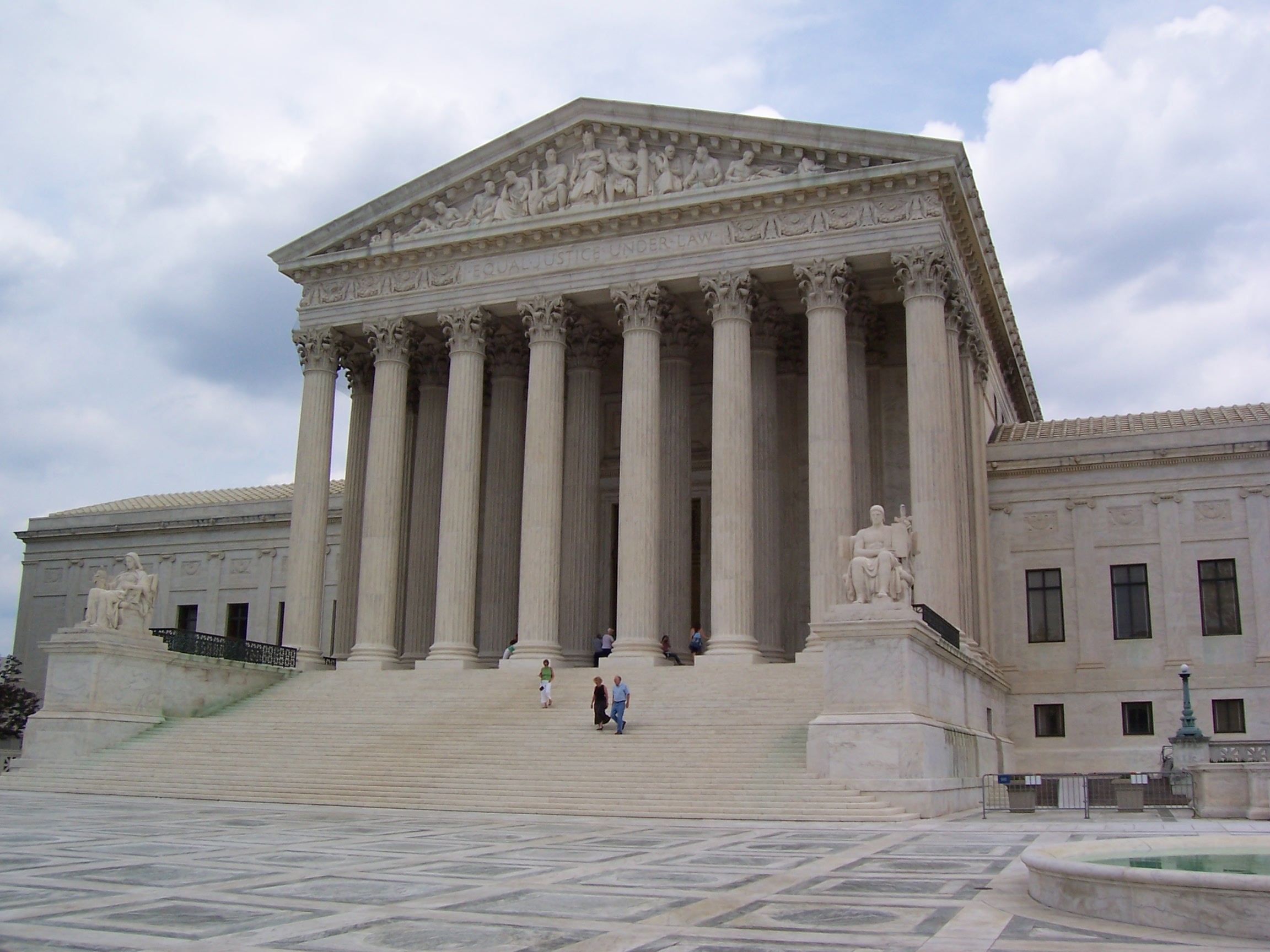
Il Palazzo della Corte suprema degli Stati Uniti d'America.

L'Articolo II della Costituzione degli Stati Uniti conferisce al Presidente degli Stati Uniti il potere di proporre e, con il consenso confermativo del Senato degli Stati Uniti, di nominare funzionari pubblici, compresi i Giudici della Corte suprema. Questa clausola è un esempio del principio democratico di base dei pesi e contrappesi inerente alla Costituzione. Il Presidente ha il potere plenario di proporre, mentre il Senato possiede il potere plenario di respingere o confermare il candidato. La Costituzione non stabilisce le qualifiche per il posto di Giudice, quindi un Presidente può proporre chiunque in quel ruolo, e il Senato non può stabilire alcuna qualifica o limitare in altro modo la scelta del Presidente.
La Costituzione prevede che i Giudici «mantengano le loro funzioni per tutta la loro buona condotta». Con il termine «buona condotta» s'intende che i Giudici possono servire per il resto della loro vita, a meno che non si dimettano o vengano messi sotto accusa e condannati. Seguendo la logica dell'impeachment negli Stati Uniti, un Giudice della Corte può essere sottoposto ad accusa dalla Camera dei rappresentanti con un voto di maggioranza semplice; spetta poi al Senato, che assume il ruolo di giuria, condannare o meno il Giudice imputato con 2⁄3 dei senatori presenti per confermare la condanna.
L'Articolo III della Costituzione non specifica la dimensione della Corte suprema. Pertanto, il potere di alterare la dimensione della Corte viene affidato al Congresso degli Stati Uniti, tramite legge ordinaria federale, che inizialmente ha istituito una Corte suprema di sei membri composta da un Presidente della Corte e cinque Giudici associati attraverso il  Judiciary Act, 1789. Con il  Judiciary Act, 1869, la dimensione della Corte è stata portata a nove membri e da allora non è più stata cambiata.

## Giurisdizione e poteri
La Corte suprema ha "giurisdizione originale" (lett. "original jurisdiction") ed esclusiva sui casi tra due o più Stati, ma può rifiutarsi di esaminare tali casi. Possiede anche giurisdizione originale ma non esclusiva per «tutti i casi che riguardano ambasciatori, altri ministri e consoli pubblici e quelli in cui uno Stato è parte; tutte le controversie tra gli Stati Uniti e uno Stato federato; e tutte le azioni o procedimenti da parte di uno Stato contro i cittadini di un altro Stato o contro gli stranieri».
(Marbury contro Madison, 1803)

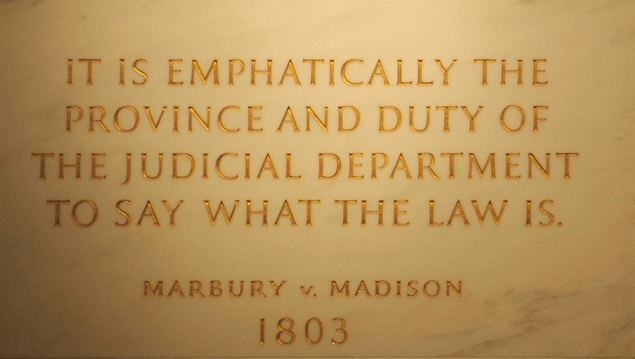

La "giurisdizione di appello" (lett. "appellate jurisdiction") della Corte è costituita dai ricorsi, tramite certiorari, dalle Corti d'appello degli Stati Uniti (più raramente dalle Corti distrettuali), della "Corte d'appello degli Stati Uniti per le forze armate", la "Corte suprema di Porto Rico", la "Corte suprema delle Isole Vergini", la "Corte d'appello del Distretto di Columbia" e «giudizi o decreti definitivi emessi dal più alto giudice di uno Stato federato su cui si potrebbe decidere». Nell'ultimo caso, può essere presentato ricorso alla Corte suprema da un tribunale di Stato federato inferiore se la più alta corte dello Stato ha rifiutato di esaminare un appello o non è competente a giudicare un appello.
Il sistema giudiziario federale e l'interpretazione della Costituzione da parte della magistratura hanno ricevuto scarsa attenzione nei dibattiti al momento della stesura e ratifica della Costituzione. Il potere di controllo di legittimità costituzionale (judicial review) infatti, non vi è menzionato da nessuna parte. Negli anni successivi, la questione riguardo a se il potere di controllo di legittimità fosse anche solo voluto dagli autori della Costituzione è stata rapidamente esacerbata dalla mancanza di prove relative alla questione. Tuttavia, il potere della magistratura di ribaltare leggi e ordini esecutivi che ritiene illegittime o incostituzionali è un precedente ormai consolidato. Molti dei padri fondatori degli Stati Uniti d'America accettarono la nozione di controllo di legittimità costituzionale; in  Il Federalista, n. 78, Alexander Hamilton ha scritto: «Una Costituzione è infatti, e deve essere considerata dai giudici, come una legge fondamentale. Spetta quindi a loro accertare il suo significato, nonché il significato di ogni legge ordinaria proveniente dal potere legislativo. Se dovesse esserci un conflitto inconciliabile tra le due, quella che ha la precedenza e la validità superiore dovrebbe naturalmente essere preferita; o, in altre parole, la Costituzione [e ogni legge costituzionale, ndr] dovrebbe essere preferita rispetto alla legge ordinaria».
La Corte suprema stabilì fermamente il suo potere di dichiarare le leggi incostituzionali nel caso pietra miliare di  Marbury contro Madison, 1803, consolidando il sistema statunitense di pesi e contrappesi. In questo senso la Corte suprema è l'interprete autentico e finale della Costituzione degli Stati Uniti d'America e proprio in virtù di questa alta rappresentatività, usufruisce della teoria dei poteri impliciti per operare il potere di controllo di legittimità.
Quello che vale per le leggi ordinarie non vale però per gli emendamenti costituzionali. La Corte suprema degli Stati Uniti non possiede la capacità di controllo di legittimità sulla costituzionalità di nuove leggi costituzionali o emendamenti costituzionali, né ha la capacità di abrogare un emendamento costituzionale precedente: in sostanza, negli Stati Uniti non esistono limiti alla revisione costituzionale portata avanti dal potere legislativo. Pertanto alcune sentenze della Corte potrebbero essere annullate da futuri emendamenti costituzionali. Tuttavia, il robusto federalismo statunitense rende la Costituzione piuttosto blindata e difficile da modificare: prima di entrare a far parte della Costituzione, le proposte di emendamenti devono essere ratificate da 3⁄4 dei parlamenti degli Stati federati degli Stati Uniti d'America.

## Composizione
Attualmente ci sono nove Giudici alla Corte suprema: il Presidente della Corte John G. Roberts e otto Giudici associati. Tra gli attuali membri della Corte, Clarence Thomas è il Giudice più longevo, con un mandato di 33 anni e 297 giorni; l'ultima Giudice entrata far parte della Corte è Ketanji Brown Jackson, con un mandato di 3 anni e 47 giorni.
| Nome                         | Nascita                                 | Nominato da       | Inizio del mandato | Giudice sostituito  |
| ---------------------------- | --------------------------------------- | ----------------- | ------------------ | ------------------- |
| John G. Roberts (Presidente) | 27 gennaio 1955 Buffalo (New York)      | George W. Bush    | 29 settembre 2005  | William Rehnquist   |
| Clarence Thomas              | 23 giugno 1948 Pin Point (Georgia)      | George H. W. Bush | 23 ottobre 1991    | Thurgood Marshall   |
| Samuel Alito                 | 1º aprile 1950 Trenton (New Jersey)     | George W. Bush    | 31 gennaio 2006    | Sandra Day O'Connor |
| Sonia Sotomayor              | 25 giugno 1954 New York (New York)      | Barack Obama      | 8 agosto 2009      | David Souter        |
| Elena Kagan                  | 28 aprile 1960 New York (New York)      | Barack Obama      | 7 agosto 2010      | John Paul Stevens   |
| Neil Gorsuch                 | 29 agosto 1967 Denver (Colorado)        | Donald Trump      | 7 aprile 2017      | Antonin Scalia      |
| Brett Kavanaugh              | 12 febbraio 1965 Washington             | Donald Trump      | 6 ottobre 2018     | Anthony Kennedy     |
| Amy Coney Barrett            | 28 gennaio 1972 New Orleans (Louisiana) | Donald Trump      | 27 ottobre 2020    | Ruth Bader Ginsburg |
| Ketanji Brown Jackson        | 14 settembre 1970 Washington            | Joe Biden         | 30 giugno 2022     | Stephen Breyer      |

## Selezione di casi e sentenze importanti della Corte suprema
- Marbury contro Madison, 1803 (judicial review)
- McCulloch contro Maryland, 1819 (teoria dei poteri impliciti)
- Gibbons contro Ogden, 1824 (commercio tra Stati federati)
- Dred Scott contro Sandford, 1857 (schiavitù negli Stati Uniti d'America)
- Casi dei diritti civili, 1883 (diritti civili)
- Plessy contro Ferguson, 1896 (dottrina "separati ma uguali")
- Lochner contro New York, 1905 (diritto del lavoro)
- Wickard contro Filburn, 1942 (regolamento federale dell'attività economica)
- Brown contro l'ufficio scolastico di Topeka, 1954 (segregazione razziale nelle scuole)
- Engel contro Vitale, 1962 (preghiere promosse dagli Stati federati nell'istruzione pubblica)
- Distretto scolastico di Abington contro Schempp, 1963 (lettura della Bibbia e recita del Padre nostro nell'istruzione pubblica degli Stati Uniti)
- Gideon contro Wainwright, 1963 (diritto a equo processo)
- Griswold contro Connecticut, 1965 (contraccezione)
- Miranda contro Arizona, 1966 (diritti dei detenuti e degli imputati)
- In re Gault, 1967 (diritti dei minori indagati)
- Loving contro Virginia, 1967 (matrimonio interrazziale)
- Lemon contro Kurtzman, 1971 (attività religiose nell'istruzione pubblica)
- New York Times Co. contro Stati Uniti, 1971 (libertà di stampa)
- Eisenstadt contro Baird, 1972 (contraccezione)
- Roe contro Wade, 1973 (aborto)
- Miller contro California, 1973 (oscenità)
- Stati Uniti contro Nixon, 1974 (privilegio esecutivo)
- Buckley contro Valeo, 1976 (finanziamento delle campagne elettorali)
- Chevron contro Natural Resources Defense Council, Inc., 1984 (diritto amministrativo)
- Bush contro Gore, 2000 (elezioni presidenziali negli Stati Uniti d'America)
- Lawrence contro Texas, 2003 (sodomia)
- Distretto di Columbia contro Heller, 2008 (diritto a detenere e portare armi)
- Cittadini Uniti contro la Commissione elettorale federale, 2010 (finanziamento delle campagne elettorali)
- Stati Uniti contro Windsor, 2013 (matrimonio tra persone dello stesso sesso)
- Contea di Shelby contro Holder, 2013 (diritto di voto)
- Obergefell contro Hodges, 2015 (matrimonio tra persone dello stesso sesso)
- Bostock contro Contea di Clayton, 2020 (discriminazione sul lavoro nei confronti di persone LGBT)
- McGirt contro Oklahoma, 2020 (diritti di sovranità tribale)
- Dobbs contro Jackson Women's Health Organization, 2022 (aborto)
- New York State Rifle and Pistol Association contro Bruen, 2022 (diritto a detenere e portare armi)
- Students for Fair Admissions contro Harvard, 2023 (azione positiva)